# Donji Miholjac
Donji Miholjac este un oraș în cantonul Osijek-Baranja, Croația, având o populație de 9.491 de locuitori (2011).

## Demografie
Componența etnică a orașului Donji Miholjac
     Croați (95,3%)
     Sârbi (2,42%)
     Necunoscut (0,31%)
     Neclasificat (1,54%)
Componența confesională a orașului Donji Miholjac
     Catolici (92,94%)
     Ortodocși (2,07%)
     Fără religie și atei (1,63%)
     Necunoscută (1,42%)
     Alte religii (1,93%)
Conform recensământului din 2011, orașul Donji Miholjac avea 9.491 de locuitori. Din punct de vedere etnic, majoritatea locuitorilor (95,3%) erau croați, cu o minoritate de sârbi (2,42%). Apartenența etnică nu este cunoscută în cazul a 0,31% din locuitori. Din punct de vedere confesional, majoritatea locuitorilor (92,94%) erau catolici, existând și minorități de ortodocși (2,07%) și persoane fără religie și atei (1,63%). Pentru 1,42% din locuitori nu este cunoscută apartenența confesională.